# Mateus Teixeira de Azevedo
Mateus Teixeira de Azevedo (Alijó, 15 de Fevereiro de 1842 - Lisboa, 6 de Janeiro de 1931) foi um juiz e político português, que exerceu altos cargos durante o período da monarquia.

## Biografia
Nasceu no concelho de Alijó, em 15 de Fevereiro de 1842. Veio para Tavira para ocupar o posto de delegado do Ministério Público, tendo-se ali fixado e constituído família.
Exerceu como juiz no Tribunal da Boa Hora, presidente do Supremo Tribunal de Justiça, e presidente da Câmara dos Deputados, tendo ocupado este último cargo de 7 de Janeiro a 4 de Junho de 1901, 8 de Janeiro de 1902 a 20 de Abril de 1904, e 4 de Outubro a 24 de Dezembro de 1904.
Era militante do Partido Regenerador. Foi também nomeado como par do reino em 1910, por proposta do conselheiro António Teixeira de Sousa, com quem mantinha uma forte amizade.
Teve uma grande influência na região do Algarve, por onde foi eleito deputado em várias legislaturas. Também foi Governador Civil do Distrito de Faro.
Faleceu em 6 de Janeiro de 1931, na sua residência em Lisboa, aos 86 anos de idade. Foi depositado no cemitério de Tavira. Estava casado com Maria Luísa Marques de Azevedo, e foi pai de José Francisco Teixeira de Azevedo, Mateus Marques Teixeira de Azevedo, Alfredo Marques Teixeira de Azevedo e Fernando Marques Teixeira de Azevedo.